# Samboulga
Samboulga est une localité du Burkina Faso située dans le département de Sollé, la province du Loroum et la région du Nord, à proximité de la frontière avec le Mali.

## Population
Lors du recensement de 2006, on y a dénombré 607 habitants. 

## Éducation
En 2016-2017, la localité possède une école primaire publique.